# 异颖草
异颖草（学名：Anisachne gracilis）为禾本科异颖草属下的一个种。其种加词来源于拉丁文“gracilis”，意为“纤细的”。